# Bissone (loď)

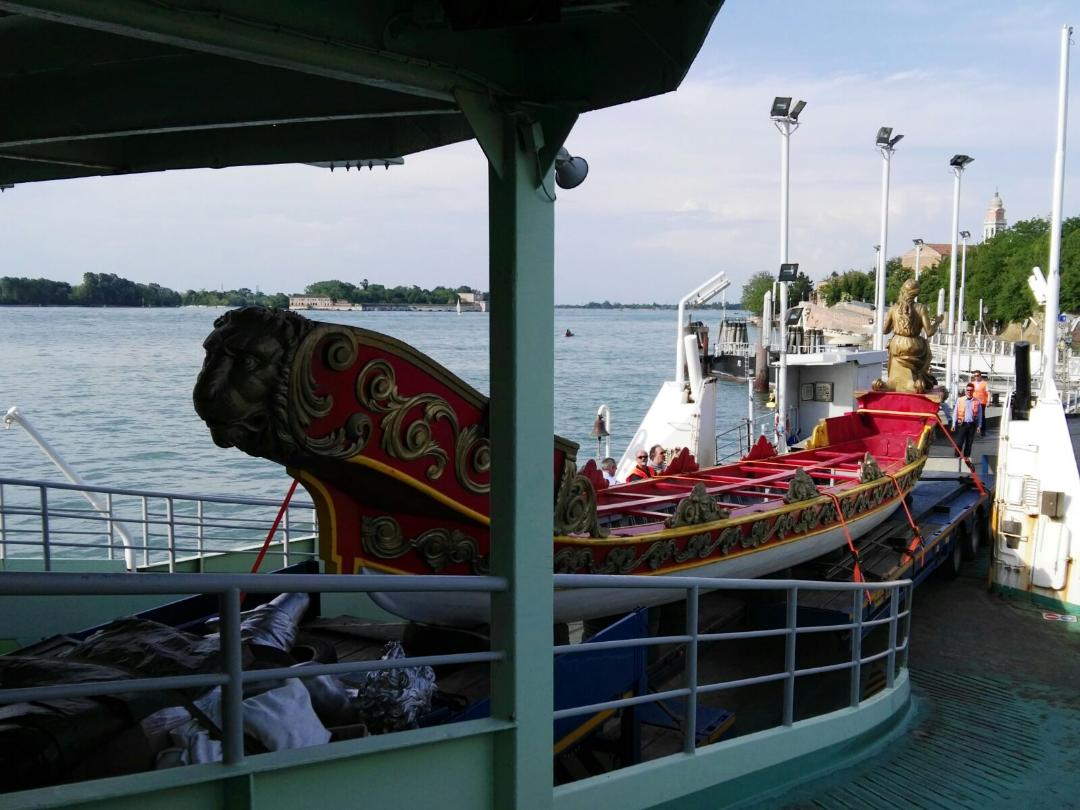
Loď Geografia na cestě do Prahy na Navalis 2018

Bissone je typ původně válečné benátské lodice. Tyto lodě sloužily k obraně města na laguně. Jejich předchůdkyně bojovaly například v bitvě u Lepanta. Tato bitva byla poslední, kdy byly v boji používány lodě s pohonem vesel. Po zaniknutí původního účelu se lodě Bissone používaly při slavnostních benátských regatách. V současné době vyplouvají obvykle jen jednou za rok, vždy první neděli v září na Regata Storica, jinak jsou uloženy v benátské loděnici Arsenal. Město Benátky nyní vlastní jedenáct těchto triumfálně zdobených lodí. Jsou to kopie původních lodí typu Bissone vyrobené většinou v 50. letech 20. století. Bissone obvykle obsluhuje osm veslařů.
V květnu 2018 dvě bissone poprvé v historii opustila Benátky, když vedení města Benátek lodě zapůjčilo na jubilejní 10. ročník obnovených Svatojánských slavností Navalis. Jednalo se o lodě Geografia a Cavalli Marini.
V roce 2019 byla v Čechách vytvořena jedenáctá loď tohoto typu Bissona Praga.